# Бушило, Иван Васильевич
Иван Васильевич Бушило (1922, Бостынь — 1994, там же) — белорусский крестьянин, который прославился тем, что скрывался от милиции и властей с 1947 по 1989 годы в лесах и проживал на острове посреди болота.

## Биография
О ранних годах жизни Ивана Бушило известно мало. 4 августа 1944 года призван в РККА, награждён медалями «За отвагу» и «За боевые заслуги». На время награждения имел звание ефрейтор.
В 1947 году в деревне Бостынь он, возвращаясь с лесоповала, встретился с местным участковым и старшим лейтенантом НКВД из райцентра Лунинца. По версии родственников, в результате завязавшейся перепалки Бушило пнул участкового, после чего тот пообещал: «Будзеш каля свайго Жукава, каля белых медведей». После неудачной попытки сгладить конфликт с отцом, Иван, опасаясь ареста и отправки в лагерь, сбежал в лес.
С 1947 и вплоть до 1989 года Бушило успешно прятался от милицейских облав, проживая в шалаше на небольшом острове посреди болота. Он спал на мешке, набитом соломой, питался ягодами и грибами, а также занимался рыболовством и охотой. Но при этом Иван Васильевич не терял связь с родственниками: они оставляли для него в условленном месте газеты, а также отправляли еду. Более того, от племянника Иван Васильевич получил радиоприёмник, при помощи которого узнавал новости из СССР, Польши, Германии, а также русской службы Би-Би-Си. Иногда Бушило выходил из леса и подрабатывал на отдалённых хуторах за еду и ночлег. Несколько раз его видели грибники, но он уклонялся от встреч. Милиция же считала его погибшим.
В 1980-е годы Бушило стал по вечерам наведываться к родственникам. Он узнавал новости по телевизору, каждый вечер смотря программу «Время». Но при этом окончательно вернуться в деревню он отказывался, поскольку не верил, что милиция прекратила его поиски и отказалась от преследования. В 1989 году его племянник, Павел Павлович Зылевич, уговорил дядю приехать в гости, а сам позвал одного из руководителей КГБ. Тот, рассказав о горбачёвской Перестройке, уговорил Ивана Васильевича вернуться на легальное положение, предложив ему бесплатно квартиру. Спустя несколько дней Бушило получил паспорт гражданина СССР, но поскольку в течение 42 лет ничего не писал, подпись сумел оставить с большим трудом.
С 1989 года и до конца своих дней Иван Васильевич проживал в своём доме на небольшую пенсию в 30 рублей, но при этом продолжал иногда наведываться в лес.
В дальнейшем Иван Васильевич послужил прототипом для литературных произведений местных прозаиков. Самым известным стал Ярослав Пархута, написавший по мотивам истории Бушило повесть «Адзінец».